# Diogena denticulata
Diogena denticulata är en insektsart som beskrevs av Lucien Chopard 1954. Diogena denticulata ingår i släktet Diogena och familjen vårtbitare. Inga underarter finns listade i Catalogue of Life.